# IOV Omnibusverkehr Ilmenau

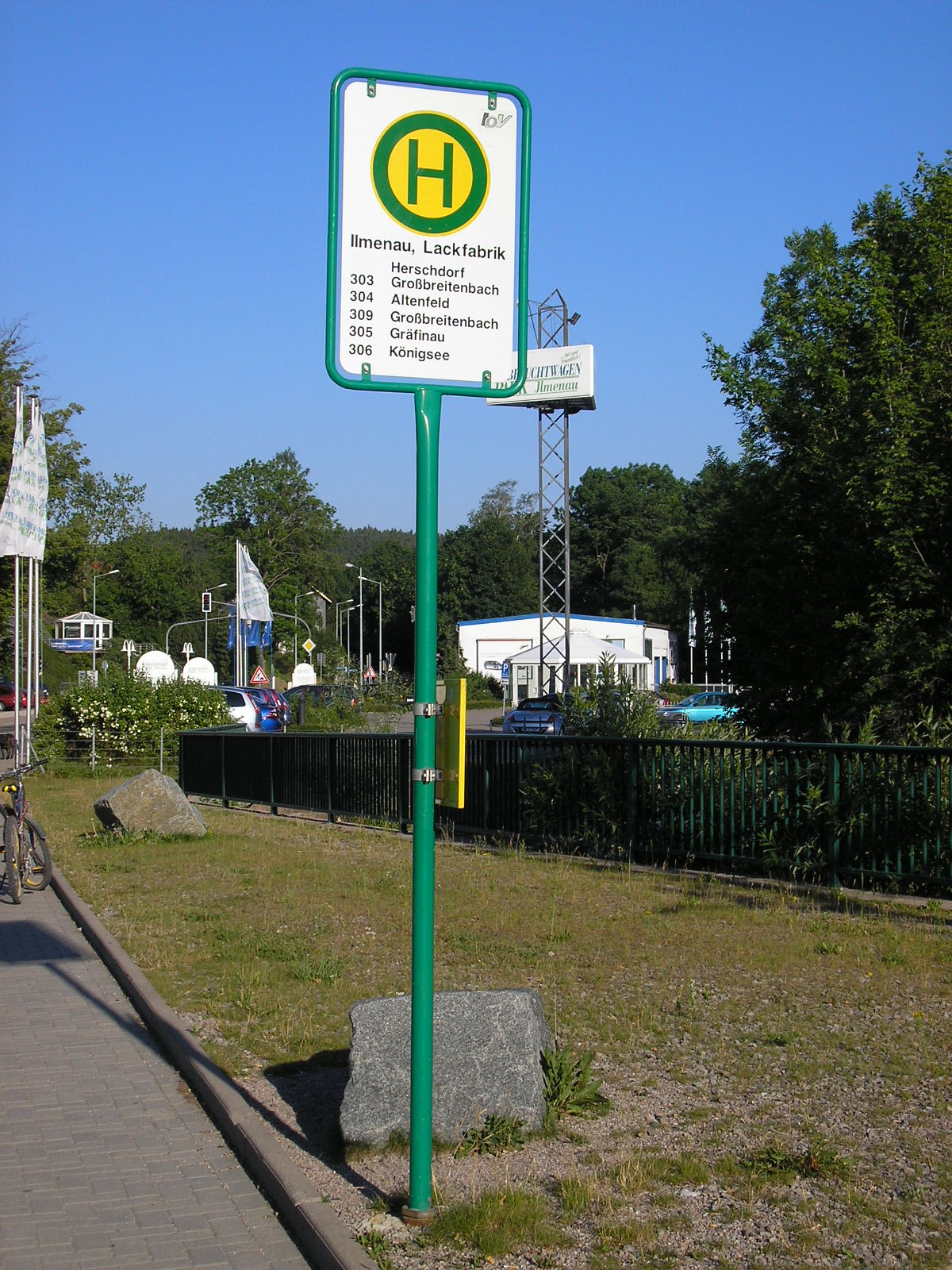
Bushaltestelle der IOV GmbH in Ilmenau

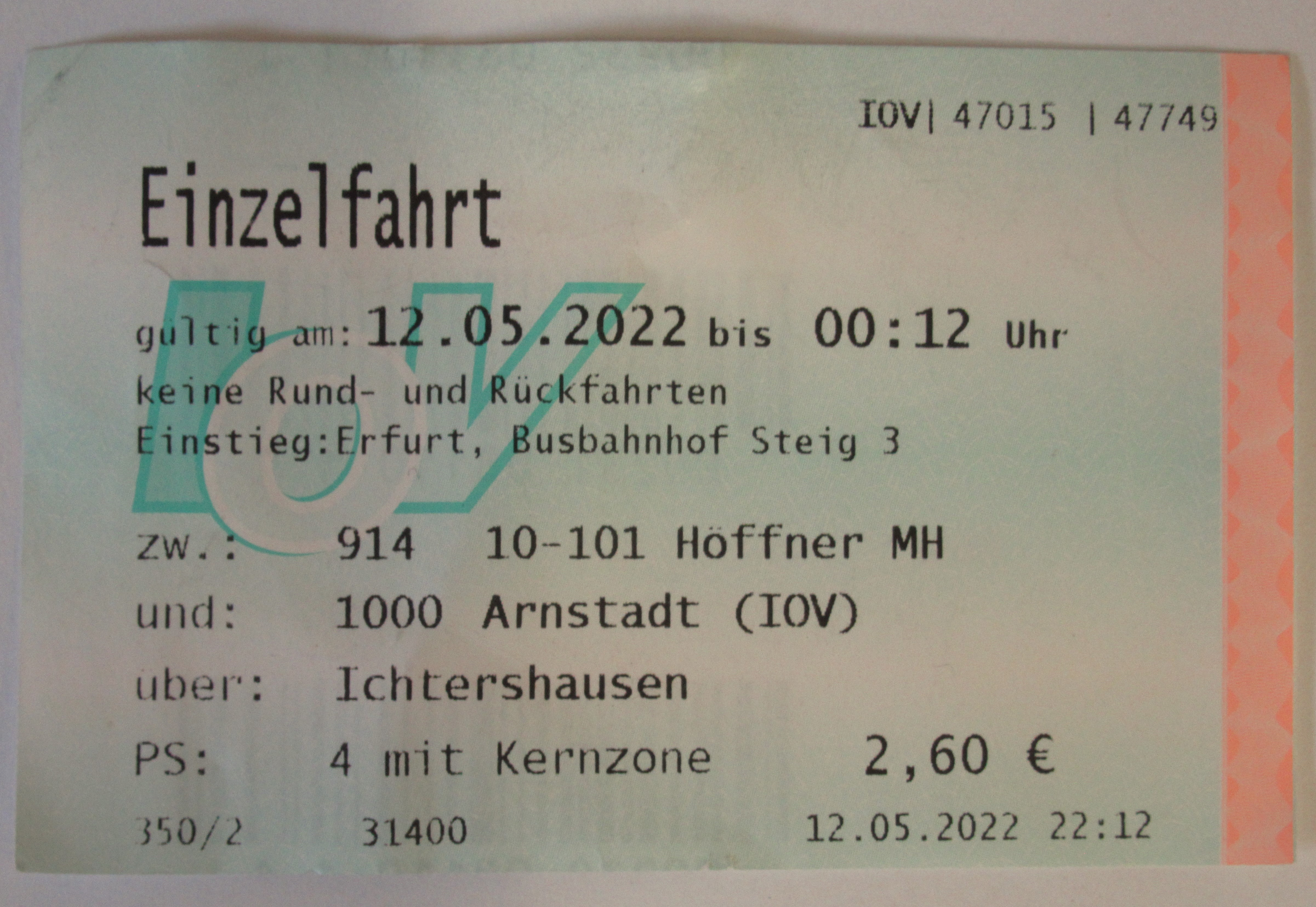
Fahrschein Arnstadt-Ichtershausen

Die IOV Omnibusverkehr GmbH Ilmenau ist neben der RBA Regionalbus Arnstadt GmbH einer von zwei im Ilm-Kreis ansässigen Omnibusbetrieben, welche für den Aufgabenträger, die Ilm-Kreis Personenverkehrsgesellschaft mbH, Busverkehre durchführen. Das Busunternehmen hat seinen Sitz in der thüringischen Universitätsstadt Ilmenau. Die Gesellschaft unterhält sowohl in Ilmenau als auch in Großbreitenbach je einen Betriebshof.

## Liniennetz
Der IOV betreibt 7 Stadtlinien in Arnstadt und Ilmenau sowie 26 regionale Omnibuslinien, welche vorwiegend Haltestellen im Ilm-Kreis anfahren. 2011 wurde damit mehr als 1.000.000 Fahrplankilometer erreicht.

### Stadtverkehr Arnstadt
- 1 Hauptbahnhof – Bustreff – Bachschleife
- 2 Erfurter Kreuz – Bustreff – Dorotheenthal
- 3 Rudisleben – ARN Erfurter Kreuz – Neudietendorf – Apfelstädt

### Stadtverkehr Ilmenau
- A Technische Universität – Böttgerstraße – Homburger Platz – Busbahnhof – Pörlitzer Höhe – Vogelherd (Ehemals IGI) – Eichicht (Ehemals NPI)
- B Böttgerstraße – Vogelherd (Ehemals IGI) – (SBSZ) – Eichicht (Ehemals NPI)
- C Unterpörlitz – Oberpörlitz – Busbahnhof – Böttgerstraße – Technische Universität – Werner-von-Siemens-Straße – Ehrenberg Ost

### Regionalverkehr
| Linie | Strecke                                                                                 | Verkehrstage | Fahrplankilometer (Stand: 2024)(ikpv.de) |
| ----- | --------------------------------------------------------------------------------------- | ------------ | ---------------------------------------- |
| 300   | Suhl/Frauenwald – (300.1 Frauenwald-Vesser) – Schmiedefeld am Rennsteig – Ilmenau       | Mo–So        | 350.000                                  |
| 301   | Ilmenau – Geraberg – Geschwenda – Gräfenroda                                            | Mo–Sa        | 120.000                                  |
| 302   | Ilmenau – Martinroda – Plaue                                                            | Mo–Fr        | 105.000                                  |
| 303   | Ilmenau – Gehren – Herschdorf – Böhlen – Großbreitenbach                                | Mo–Fr        | 175.000                                  |
| 304   | Ilmenau – Gehren – Neustadt am Rennsteig – Altenfeld – Großbreitenbach                  | Mo–So        | 260.000                                  |
| 305   | Ilmenau – Eichicht (Ehemals NPI) – Langewiesen/Oehrenstock – Gräfinau-Angstedt – Gehren | Mo–So        | 100.000                                  |
| 306   | Ilmenau – Gehren – Königsee                                                             | Mo–Fr        | 20.000                                   |
| 307   | Suhl – Frauenwald                                                                       | Mo–Fr        | 10.000                                   |
| 308   | Altenfeld – Herschdorf – Königsee                                                       | Mo–Fr        | 20.000                                   |
| 310   | Ilmenau – Langewiesen – Oehrenstock                                                     | Mo–Fr        | 30.000                                   |
| 311   | Ilmenau – Bücheloh/Gräfinau-Angstedt – Stadtilm – Kranichfeld                           | Mo—So        | 120.000                                  |
| 320   | Gräfinau – Stadtilm                                                                     | Mo–Fr        | 50.000                                   |
| 350   | Arnstadt – Ichtershausen – Erfurt                                                       | Mo–So        | 310.000                                  |
| 351   | Arnstadt – Molsdorf/Thörey                                                              | Mo–Fr        | 40.000                                   |
| 352   | Arnstadt – Gräfenroda – Crawinkel                                                       | Mo–Sa        | 185.000                                  |
| 353   | Arnstadt – Osthausen                                                                    | Mo–Fr        | 35.000                                   |
| 354   | Arnstadt – Holzhausen – Mühlberg                                                        | Mo–Fr        | 65.000                                   |
| 355   | Arnstadt – Dannheim – Dörnfeld/Singen                                                   | Mo–Fr        | 76.000                                   |
| 357   | Arnstadt – Werningsleben – Erfurt                                                       | Mo–Fr        | 115.000                                  |
| 358   | Marlishausen/Wipfra – Stadtilm                                                          | Mo–Fr        | 60.000                                   |
| 360   | Arnstadt – Gossel – Gräfenroda                                                          | Mo–Fr        | 55.000                                   |
| 362   | Stadtilm – Osthausen                                                                    | Mo–Fr        | 70.000                                   |
| 363   | Arnstadt – Alkersleben – Riechheim/Stadtilm                                             | Mo–Fr        | 190.000                                  |
| 364   | Ilmenau – Heyda – Elgersburg                                                            | Mo–Fr        | 85.000                                   |
| 366   | Dörnfeld – Nahwinden – Stadtilm                                                         | Mo–Fr        | 75.900                                   |
| 372   | Arnstadt – Rehstädt                                                                     | Mo–Fr        | 10.000                                   |
| 385   | Arnstadt – Stadtilm                                                                     | Mo–Fr        | 120.000                                  |

## Eigentümer
Bis zum 31. Dezember 2017 war die Ilm-Kreis Personenverkehrsgesellschaft mbH (IKPV) an der IOV Omnibusverkehr GmbH Ilmenau mit 34 % beteiligt, 66 % befanden sich im Besitz eines privaten Gesellschafters. Zum 1. Januar 2018 wurden die Anteile der IKPV auf 100 % erhöht.
Die IKPV befindet sich zu 100 % im Besitz des Ilm-Kreises.